# Jan Hruška
Jan Hruška (Uničov, 4 febbraio 1975) è un ex ciclista su strada ceco.
Professionista dal 1996 al 2007, oltre a vincere due tappe al Giro d'Italia 2000 fu per due volte campione nazionale a cronometro.

## Carriera
Passato professionista nel 1996 con la squadra ceca ZVVZ, Hruška è stato soprattutto un ottimo cronoman.
Ottenne le sue principali vittorie con la maglia della Vitalicio Seguros-Grupo Generali in due tappe a cronometro del Giro d'Italia 2000: il prologo a Roma (che gli permise di indossare la maglia rosa nella prima tappa), davanti a Paolo Savoldelli e Bradley McGee, e la tappa a cronometro dell'ultima settimana, da Briançon a Sestriere, alla vigilia dell'arrivo a Milano; grazie a questi due successi concluse il Giro al quattordicesimo posto. Nello stesso anno aveva ottenuto anche un secondo posto nella classifica generale della Tirreno-Adriatico.
Negli anni seguenti ottenne pochi risultati di rilievo, tra cui si segnalano il terzo posto nella classifica generale del Giro di Germania 2004 e una tappa e la classifica finale nella Clásica de Alcobendas 2006. Pochi giorni dopo quest'ultima vittoria non poté prendere il via alla Volta Ciclista a Catalunya perché fu trovato con un tasso di ematocrito troppo alto. Nel 2007 il suo nome comparve tra quelli dei ciclisti coinvolti nell'Operación Puerto. Già nel 2000 fu escluso dai Giochi della XXVII Olimpiade per essere stato trovato positivo a una sostanza dopante.

## Palmarès
- 1997

Campionati cechi, Prova a cronometro
- 1999

3ª tappa Herald Sun Tour
Brno-Velka Vites-Brno
Campionati cechi, Prova a cronometro
- 2000

Prologo Giro d'Italia (Roma)
20ª tappa Giro d'Italia (Sestriere)
- 2001

3ª tappa Clásica de Alcobendas (Alcobendas)
- 2002

5ª tappa Volta ao Algarve (Loulé)
3ª tappa Vuelta a Burgos (Aranda de Duero)
- 2003

3ª tappa Vuelta a la Rioja (Logroño)
- 2006

3ª tappa Clásica de Alcobendas (Alcobendas)
Classifica generale Clásica de Alcobendas

### Altri successi
- 2003 (ONCE-Eroski)

1ª tappa Vuelta a España (Gijón > Gijón, cronosquadre)

## Piazzamenti

### Grandi Giri
- Giro d'Italia

2000: 14º
2001: 47º
2005: 61º
- Tour de France

2004: 117º
- Vuelta a España

2000: 75º
2002: non partito (9ª tappa)
2003: 123º
2004: 99º

### Classiche monumento
- Milano-Sanremo

2000: 70º
2002: 89º
2003: 67º
2004: 143º
- Giro delle Fiandre

2000: ritirato
2002: 90º
2003: ritirato
- Parigi-Roubaix

2002: ritirato
- Liegi-Bastogne-Liegi

2001: 75º
2004: 61º
- Giro di Lombardia

2001: ritirato
2003: ritirato
2004: ritirato

### Competizioni mondiali
- Campionati del mondo

San Sebastián 1997 - Cronometro: 30º
Verona 1999 - In linea: ritirato
Verona 1999 - Cronometro: 31
Lisbona 2001 - In linea: 81º
Lisbona 2001 - Cronometro: 22º
Madrid 2005 - In linea: 40º
Madrid 2005 - Cronometro: 20º